# Амбару
Амбару или амбари (арм. Համբարու) — в армянской мифологии дух амбаров и хлевов. Требуют к себе доброго отношения, в противном случае мстят хозяевам строений.
Амбару рождались и умирали, представая перед людьми в самых различных образах, наподобие девов и пасвиков. Вероятно, амбару были духами женского рода, телесными, которые жили на земле и в пустынных местах и на развалинах в частности. Согласно фон Штекельбергу, слово Hambaruna означает «домашние духи», что подтверждается краткой формой «Амбар», которая обозначает «обрушившийся дом или стену». Поэтому на ранних этапах амбару могли восприниматься как духи, живущие в безлюдных местах.